# Opération Archery
Seconde Guerre mondiale,
Bataille de Norvège
L’opération Archery (Archerie) est un raid britannique des Combined Operations durant la Seconde Guerre mondiale contre les positions nazies de l'île de Vågsøy en Norvège le 27 décembre 1941.
Ce raid visait notamment à détruire un stockage et une usine de production d'huile de poisson servant à la fabrication d'explosifs et plus généralement d'inciter les Allemands à renforcer leur présence en Norvège et soulager ainsi les autres fronts.

## Ordre de bataille
Le raid s'appuyait sur le commando no 3, deux sections du commando no 2, un détachement médical du commando n°4, une équipe de sapeur de la section 101 du commando no 6 des Commandos britanniques et une douzaine de Norvégiens de la 1re compagnie indépendante norvégienne (en).
Ces troupes recevaient un soutien d'artillerie de la Royal Navy de la part du croiseur HMS Kenya et des destroyers HMS Onslow, HMS Oribi, HMS Offa et HMS Chiddingfold. Le sous-marin HMS Tuna servait de soutien de navigation.
Le transport des troupes était assuré par le HMS Prince Charles et HMS Prince Leopold. Enfin l'opération bénéficiait également d'un soutien aérien de bombardiers et chasseurs bombardiers de la Royal Air Force.
La force de 570 hommes était divisée en cinq groupes tactiques visant chacun à :
1. sécuriser la zone au nord de la ville de Måløy et engager d'éventuels renforts ennemis ;
2. prendre le contrôle de la ville de Måløy ;
3. éliminer l'ennemi sur les hauteurs dominant la ville ;
4. éliminer le point fortifié à Holvik (en) au sud de Måløy ;
5. servir de réserve mobile embarquée.

## Déroulement
Le débarquement à l'aube fut précédé par un bombardement naval très efficace et le plan se déroula conformément aux objectifs à l'exception de la prise de la ville elle-même. Là l'opposition se révéla plus forte que prévu car une unité de troupes de montagne aguerrie se trouvait en transit depuis le front de l'Est, à l'insu des Britanniques.
Leur expérience en matière d'embuscades et de combats de rue entraîna l'opération dans un combat difficile maison par maison. Le lieutenant colonel John Durnford-Slater (en) prit alors la décision d'utiliser sa réserve mobile embarquée et de rappeler les troupes déployées dans le reste de l'île. Plusieurs habitants aidèrent les commandos notamment en portant les munitions et en évacuant les blessés.
Autour de 14 h, les commandos entamèrent leur retrait après avoir détruit quatre usines, les magasins de stockage de l'huile, de munition et de carburant, le central téléphonique et plusieurs installations militaires. L'essentiel de la ville était en flammes. Pendant ce temps la force d'assaut naval avait coulé 10 navires allemands, certains sur le point de se saborder pour ne pas être capturés.

## Conséquences

Blessé transféré sur un Landing Craft Assault de débarquement.

La Royal Navy ne perdit aucun navire, mais déplora quatre morts et quatre blessés. Les Commandos eurent 17 morts et 53 blessés, le commandant des soldats norvégiens, le capitaine Linge, fut tué lors de l'attaque du quartier général allemand, la RAF perdit 11 avions (2 Handley Page Hampden, 7 Bristol Blenheim et 2 Bristol Beaufighter) et eu 31 tués.
Les commandos revendiquèrent au moins 120 ennemis tués et emmenèrent 98 prisonniers ainsi qu'une copie du chiffre naval allemand. Plusieurs collaborationnistes norvégiens ainsi que des loyalistes furent également embarqués.
L'opération Anklet fut montée en parallèle par le commando no 12 sur les îles Lofoten en tant que diversion.
Ces raids contribuèrent à convaincre Adolf Hitler d'envoyer  trente mille soldats supplémentaires en Norvège et de renforcer les défenses côtières et intérieures. Hitler pensait que les Britanniques pourraient envahir la Norvège afin de faire pression sur la Suède et la Finlande.